# Milčani
Milčani (češko Milčané, poljsko Milczanie, nemško Milzener) so bili zahodnoslovansko pleme, naseljeno v sedanji Zgornji Lužici. Prvič so bili omenjeni sredi 9. stoletja v delu Bavarskega geografa, ki je zapisal, da imajo 30 (morda) utrjenih civitates. Milčane so v 10. stoletju postopoma podjarmili Nemci. Sodobni potomci Milčanov so Lužiški Srbi na Saškem v Nemčiji.

## Zgodovina
Milčani so se v Zgornji Lužici naselili v 7. stoletju v obdobju preseljevanja narodov. Natančne meje njihovega ozemlja so sporne. Splošno sprejeto je mnenje, da je njihovo ozemlje merilo približno 50 km od vzhoda proti zahodu in 20 km od severa proti jugu. Na severu je mejilo na močvirno in delno nerodovitno ozemlje na jugu pa na Lužiško višavje. Naravno zahodno mejo je tvorilo hribovje Burkau pri Kamenzu. Na vzhodu so mejili na Besunzane.
Ortenburški grad Bautzen je zgrajen okoli utrdb, ki so jih prvotno zgradili Milčani. Leta 806 je Karel Mlajši, sin Karla Velikega, porazil Milčane in požgal njihovo trdnjavo. Leta 932 jih je premagal nemški kralj Henrik Ptičar in zahteval spreobrnitev v krščanstvo, vendar mu je to le delno uspelo. Cesar Oton I. je leta 963 premagal Lužičane in jih postavil pod oblast mejnega grofa Gera. Milčane je dokončno podjarmil mejni grof Ekkehard I. Meissenski okoli leta 990 in njihovo ozemlje vključili v Sveto rimsko cesarstvo. Milčani so se nato postopoma germanizirali oziroma zlili z Lužičani iz Spodnje Lužice v lužiškosrbsko etnično skupino.
Med 10. in 12. stoletjem je bila regija Bautzen v pisnih virih znana kot Gau Milsca. Milčanska dežela, ki jo je na začetku 11. stoletja začasno osvojil poljski kralj Boleslav I. Hrabri, se je leta 1031 vrnila pod nemško oblast. V poljščini se je Zgornja Lužica do 15. stoletja imenovala Milsko. Milčani so bili omenjeni še v Pesmi o Rolandu iz 12. stoletja (»drugi izmed mož z veliko glavo iz Misnesa – vzdolž vretenc po hrbtu imajo ti možje čopaste ščetine, tako kot prašiči«). Leta 1076 so jih predali češkemu vojvodi Vratislavu II. Njihove posesti so kasneje postale znane kot dežela Budišin in Zgornja Lužica.